# Chong'an
För andra betydelser, se Chong'an (olika betydelser).
Chong'an är ett stadsdistrikt i Wuxi i Jiangsu-provinsen i östra Kina.